# Club Voleibol Sant Cugat
El Club Voleibol Sant Cugat (CV Sant Cugat) és un club de voleibol femení de Sant Cugat del Vallès, fundat l'any 1988.
Impulsat per Carles Castro, primer president de l'entitat, es creà com a iniciativa del barri de Sarrià de Barcelona per fomentar el voleibol escolar. L'entitat nasqué amb el nom de Club Voleibol Sarrià i jugà els seus partits a les instal·lacions de Can Caralleu. Amb motiu de la celebració dels Jocs Olímpics de Barcelona, es construeix el pavelló de Valldoreix, on l'equip s'hi trasllada per tal d'aprofitar les instal·lacions i anys més tard adquireix el seu nom actual. L'equip sènior femení ha competit algunes temporades a la Superlliga femenina i a la Copa de la Reina. Disposa de diversos d'equips en categories inferiors i de prop de 300 fitxes federatives. També promociona el voleibol escolar i realitza diferents activitats formatives dins del Projecte Voleibol Escola.